# پاکو پولرتاس
پاکو پولرتاس (انگلیسی: Paco Puertas؛ زادهٔ ۷ نوامبر ۱۹۹۵) بازیکن فوتبال اهل اسپانیا است.